# Ferdinand Walter

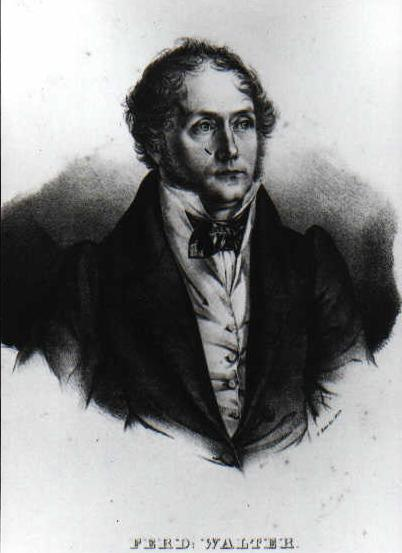
Ferdinand Walter. Kreidelithografie von Christian Hohe 1834.

Ferdinand Walter (* 30. November 1794 in Wetzlar; † 13. Dezember 1879 in Bonn) war ein deutscher Jurist.

## Leben
Ferdinand Walter war der Sohn von Maria Anna Ernestine Noël (1771–1842), einer Tochter des Geheimrats und Kanzlers Peter Franz Noël (ab 1806 von Noël), und des Hofkammerrats Franz Martin Walter, welcher aus Erstein im Elsass stammte. Großvater und Vater dienten dem Fürsten Konstantin zu Salm-Salm in Senones (Vogesen) und in Wetzlar. Als Kind von drei Jahren wurde Walter von dem Hunde des Generals Lazare Hoche ins Gesicht gebissen, so dass eine große Narbe blieb. Nach dem frühen Tod des Vaters zog seine Mutter im Dezember 1802 mit den Kindern nach Düsseldorf, wo er bis 1805 den ersten Unterricht erhielt, auch privaten Zeichenunterricht bei den Malern Heinrich und Peter Hess, und so häufig in die Gemäldegalerie ging, dass er nach eigener Erzählung 1841 in der Münchener „die Rembrandts, Rubens und andere Gemälde auf der Stelle wie alte Bekannte begrüßte“. Von 1805 bis 1809 besuchte er die lateinische Schule in Mülheim am Rhein. Von 1809 bis 1813 erhielt er teilweise privaten Unterricht in Köln, wo er am 9. Juni 1811 als Mercur in dem Festzuge zu Napoleons Ehren mitwirkte. Im November 1813 meldete er sich als Freiwilliger und diente in einem Kosakenregiment, machte den Feldzug bis zum Einzug in Paris mit und erhielt das Georgenkreuz 5. Klasse.
Ab Herbst 1814 studierte er auf der Universität Heidelberg, wo er besonders mit Carové, Thibaut und Hegel befreundet war. 1814 wurde er Mitglied der Burschenschaft Teutonia Heidelberg. Er war eines der Gründungsmitglieder der Alten Heidelberger Burschenschaft. Am 10. August 1818 promovierte er zum Dr. jur. und habilitierte sich 1818 in Heidelberg. Zum 13. Februar 1819 wurde er zum außerordentlichen Professor und am 26. Februar 1826 zum ordentlichen Professor in Bonn ernannt. Er lehrte Kirchenrecht, Römische Rechtsgeschichte, Deutsches Staatsrecht und Rechtsgeschichte, Deutsches Privatrecht sowie Rechtsphilosophie. Walter war auch 1832/33 Universitätsrektor in Bonn. 1842 initiierte Walter die Gründung des Bonner Hospitalvereins, der die Errichtung des St.-Johannes-Hospitals betrieb.
1848 wurde er Mitglied der preußischen Nationalversammlung in Berlin, danach auch Mitglied der ersten Kammer (1849–1850) in denen er die gemäßigte konservativen Richtung vertrat. In den Verhandlungen der ersten Kammer sprach Walter besonders zu den Artikeln 11 und folgenden der Verfassung. Die Reden und einen Brief an den Präsidenten von Gerlach vom 2. Januar 1853 gegen die Versuche einer Änderung hat er in seinen Erinnerungen abgedruckt. 1850 war er im Gespräch durch Friedrich Wilhelm IV. preußischer Justizminister zu werden. 1869 wandte er sich gegen die Unfehlbarkeit des Papstes. Walter gehörte auch zu denjenigen Bürgern, die sich für das Beethoven-Denkmal 1845 in Bonn engagierten.

## Familie
Walter heiratete Wilhelmine Windischmann († 6. April 1832), Tochter von Karl Joseph Hieronymus Windischmann, am 27. Dezember 1821 in Bonn. In zweiter Ehe heiratete er am 4. September 1833 Clara Menningen. Er hatte vier Kinder, darunter Antonie (verheiratet mit Dr. med. Menningen), Paula (verheiratet mit Theodor Guillery) und den Sohn Friedrich Gottlieb Ludwig Walter.

## Ehrungen
- 1836: St. Georgius Orden, erhalten von Papst Gregor XVI.
- 1832: Roter Adlerorden 4. Klasse
- 1848: Korrespondierendes Mitglied der Akademie der Wissenschaften, Paris
- 1850: Roter Adlerorden 3. Klasse
- 1851: Korrespondierendes Mitglied des Athenäums Florenz (Ateneo Italiano Firenze)
- 1851: Ritterkreuz Hohenzollern Hausorden
- 1854: Mitglied der Ehrenlegion zu Paris, ernannt von Napoleon III.
- 1852: Geheimer Justizrat
- 1859: Ritterkreuz mit Eichenlaub Zähringer Löwe, zum Ritter ernannt von Friedrich von Baden
- 1861: Komturkreuz 2. Klasse des Albrechts-Ordens, zum Offizier dieses Ordens ernannt von König Johann von Sachsen
- 1864: Korrespondierendes Mitglied der Akademie Toulouse

## Werke
- Lehrbuch des Kirchenrechts mit Berücksichtigung der neusten Verhältniße. Adolph Marcus, Bonn 1822 Digitalisat
- Corpus juris Germanici antiqui. Ex optimis subsidiis collegit, edidit et lectionum varietatem adjecit. 3 Bde. G. Reimer, Berlin 1824 Dritter Band Digitalisat
- Lehrbuch des Kirchenrechts aus den neuen und älteren Quellen bearbeitet. 2. sehr veränderte Aufl. Adolf Marcus, Bonn 1822 Digitalisat
- Lehrbuch des Kirchenrechts aller christlichen Confessionen. 6. Aufl. Adolph Marcus, Bonn 1833 Digitalisat
- System des gemeinen deutschen Privatrechts. Adolph Marcus, Bonn 1833 Digitalisat
- Ueber Niebuhr und Schultz. Eduard Weber, Bonn 1834 Digitalisat
- Geschichte des römischen Rechts bis auf Justinian. 3 Lieferungen. Eduard Weber, Bonn 1834 Digitalisat, 1837, 1840
- Lehrbuch des Kirchenrechts aller christlichen Confessionen. 7. vermehrte Aufl. Mit einem Anhange die neuesten kirchlichen Rechtsquellen für Deutschland und die Schweiz enthaltend. Aldolph Marcus, Bonn 1836 Digitalisat
- Romeo Maurenbrecher: Lehrbuch des gesammten heutigen deutschen Privatrechts. Hrsg. Ferdinand Walter. 2 Bde. Eduard Weber, Bonn 1840–1855
- Manuel de droit ecclésiastique de toutes les confessions chrétiennes. Paris 1840 Digitalisat
- Herr Ellendorf gegen Walters Kirchenrecht. Adolph Marcus, Bonn 1841
- An das Land! Wir haben schon einmal in dieser verhängnißvollen Zeit unsere Worte an Euch, Bewohner unseres Preußenreichs, gerichtet. Der gewählte Ausschuß der Rechten und des rechten Centrums der National-Versammlung. Baumstark. v. Daniels. Harkort. v. d. Heydt. Hesse. Ostermann. Simons. Vennewitz. Walter. v. Wittgenstein. Die heute anwesenden Mitglieder: v. Bardeleben. Berlin 1848 (Flugblatt)
- Ueber die Verbrechen der Geistlichen nach dem neuen Entwurfe des Preußischen Strafgesetzbuches. Eine freimüthige Kritik. Adolph Marcus, Bonn 1848
- Nachtrag zu meiner Kritik über den Titel des Entwurfes des Preußischen Strafgesetzbuches von den Verbrechen der Geistlichen. Eduard Weber, Bonn 1848
- Zwei Reden gegen das Steuerverweigerungsrecht. In der Preußischen Ersten Kammer gehalten. Decker, Berlin 1849
- Ueber die Revision unserer Verfassungsurkunde. Adolph Marcus, Bonn 1852 Digitalisat
- Deutsche Rechtsgeschichte. Adolph Marcus, Bonn 1852
- System des gemeinen deutschen Privatrechts. Adolph Marcus, Bonn 1855
- Juristische Encyclopädie. Adolph Marcus, Bonn 1856 Digitalisat
- Observationes doctriam de banno in Speculo saxoenico et suevico illustrates. Caroli Georgii, Bonn 1857
- Deutsche Rechtsgeschichte. 2. verbesserte Ausgabe, 2 Bde. Adolph Marcus, Bonn 1857 Zweiter Band Digitalisat
- Sacram Memoriam Regis Serenissimi Friderici Guilelmi III., Caroli Georgii, Bonn 1857 Digitalisat
- Erklärung zu den Preußischen Jahrbüchern. Adolph Marcus, Bonn 1858
- Zu Richter’s Kirchenrecht. Adolph Marcus, Bonn 1858 [ Digitalisat]
- Das alte Wales. Ein Beitrag zur Völker-, Rechts- und Kirchengeschichte. Adolph Marcus, Bonn 1859 Digitalisat
- Geschichte des römischen Rechts bis auf Justinian. 2. Theile. 3. Aufl. Eduard Weber, Bonn 1860 Zweiter Theil Digitalisat
- Fontes juris ecclesiastici. Adolph Marcus, Bonn 1862 Digitalisat
- Naturrecht und Politik im Lichte der Gegenwart. Adolph Marcus, Bonn 1863 Digitalisat
- Aus meinem Leben. Adolph Marcus, Bonn 1865 Digitalisat
- Erinnerungen aus Seelisberg im August 1865. Stahel’sche Buch- und Kunsthandlung, Würzburg 1865 Digitalisat
- Das alte Erzstift und die Reichsstadt Cöln, ihre geistliche und weltliche Verfassung. Ein Beitrag zur Geschichte des deutschen Staats- und Privatrechts, des deutschen Kirchenrechts und des rheinischen Adels. Erstes Buch. Adolph Marcus, Bonn 1866 Digitalisat
- Das allgemeine Concilium und die Weltlage. Georg Joseph Manz, Regensburg 1869 Digitalisat
- Ueber die kirchliche Unfehlbarkeit. Gespräche mit einer geistreichen Frau. Von einem Laien. Henry, Bonn 1871
- Lehrbuch des Kirchenrechts. 14. Aufl. von H. Gerlach bearbeitet. Adolph Marcus, Bonn 1871
- Naturrecht und Politik im Lichte der Gegenwart. 2. verb. Aufl. Adolph Marcus, Bonn 1871